# 大森克己
大森 克己（おおもり かつみ、1963年 - ）は、日本の写真家、カメラマン。
兵庫県神戸市出身。日本大学芸術学部写真学科中退。

## 受賞歴
- 1994年、第9回キヤノン写真新世紀・優秀賞

## 個展
- BUSCANDO AMERICA（1993年/スタジオエビスフォトギャラリー）
- VERY SPECIAL LOVE（1997年/パルコギャラリー）
- サルサ・ガムテープ（1998年/東京都現代美術館）
- サルサ・ガムテープ 2000（2000年/フジフォトサロン）
- encounter（2005年/ギャラリートラックス、山梨県北杜市）

## 写真集
- 『ベリイ スペシャル ラブ』ISBN 494764852X
- 『インハバナ—ブエナ・ビスタ・ソシアル・クラブ・ストーリー』 ISBN 490114233X
- 『2760017』ISBN 4894441691
- 『サルサ・ガムテープ—大森克己写真集』ISBN 4947648678
- 『RUSH』ISBN 4898150403
- 『月刊さとう珠緒』 ISBN 4107900843
- 『Cherryblossoms』 ISBN 9784898152294
- 『吉高由里子のあいうえお』 ISBN 9784898152461
- 『心眼 柳家権太楼』 柳家権太楼、大森克己（平凡社、2020年3月）ISBN 978-4582654103

## MV
- 寺尾紗穂「たよりないもののために」（2017年）